# Qujing
Qujing (曲靖 ; pinyin : Qǔjìng) est une ville de l'est de la province du Yunnan en Chine.

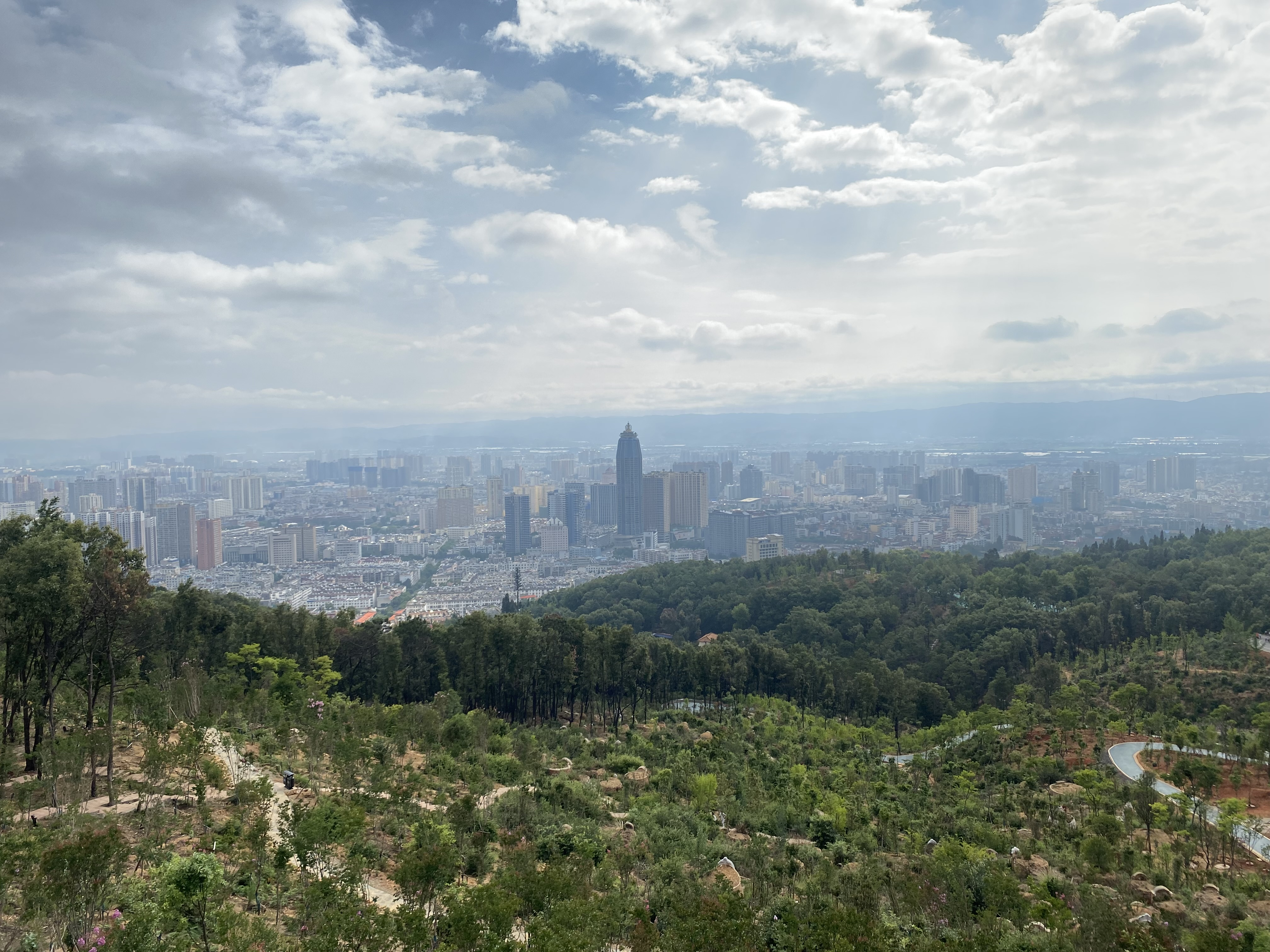
Horizon urbain

## Économie
En 2004, le PIB total a été de 34,2 milliards de yuans, et le PIB par habitant de 6 025 yuans.

## Subdivisions administratives
La ville-préfecture de Qujing exerce sa juridiction sur neuf subdivisions - un district, une ville-district et sept xian :
- le district de Qilin - 麒麟区 ; Qílín Qū ;
- la ville de Xuanwei - 宣威市 Xuānwēi Shì ;
- le xian de Malong - 马龙县 Mǎlóng Xiàn ;
- le xian de Zhanyi - 沾益县 Zhānyì Xiàn ;
- le xian de Fuyuan - 富源县 Fùyuán Xiàn ;
- le xian de Luoping - 罗平县 Luópíng Xiàn ;
- le xian de Shizong - 师宗县 Shīzōng Xiàn ;
- le xian de Luliang - 陆良县 Lùliáng Xiàn ;
- le xian de Huize - 会泽县 Huìzé Xiàn.